# ふりーぺ
ふりーぺは2002年から2013年まで存在した、ネット上に無料で、ホームページ、掲示板、日記等を作れるサービス。

## 解説
当時は携帯から絵文字を使ったホームページを作成しても、パソコンや他会社の携帯から見ると、絵文字部分は全て文字化けするという問題があったが、機種間の絵文字相互変換を可能にし、他キャリアでも正しい絵文字が表示されるように対応した最初のサイトである。
利用者はのべ約1000万人、ただし1人で複数のサイトを作るケースが多く、事実上は100万人程と推測される。
月間のページビューは約3億回。